# Die Fantastischen Vier

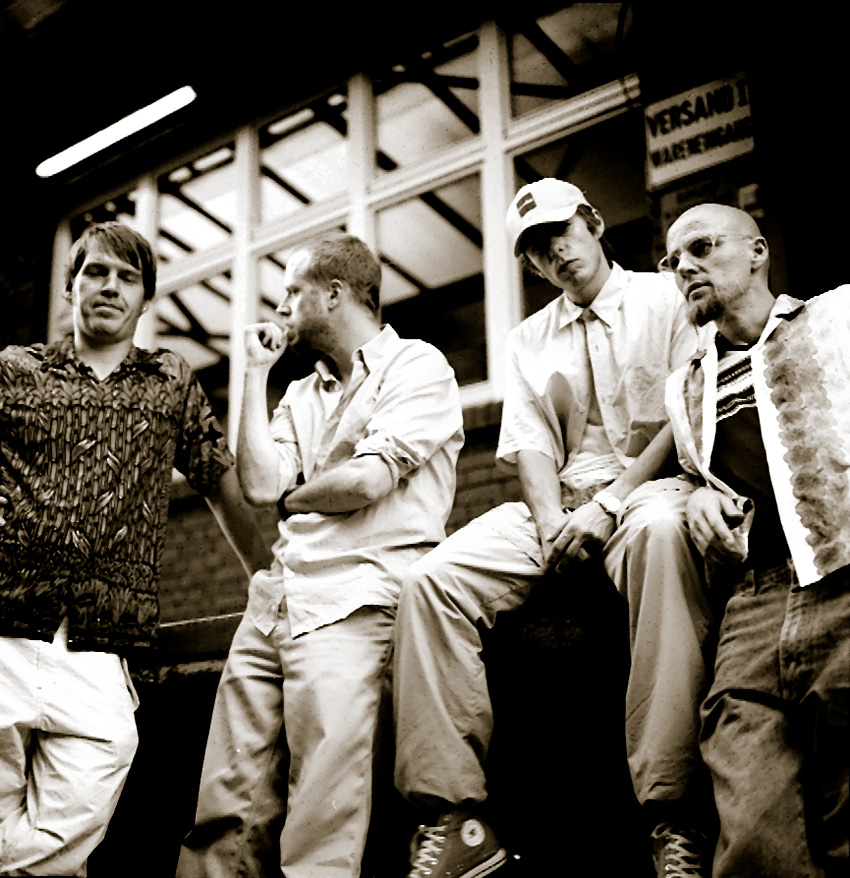
Fanta 4 (1999)

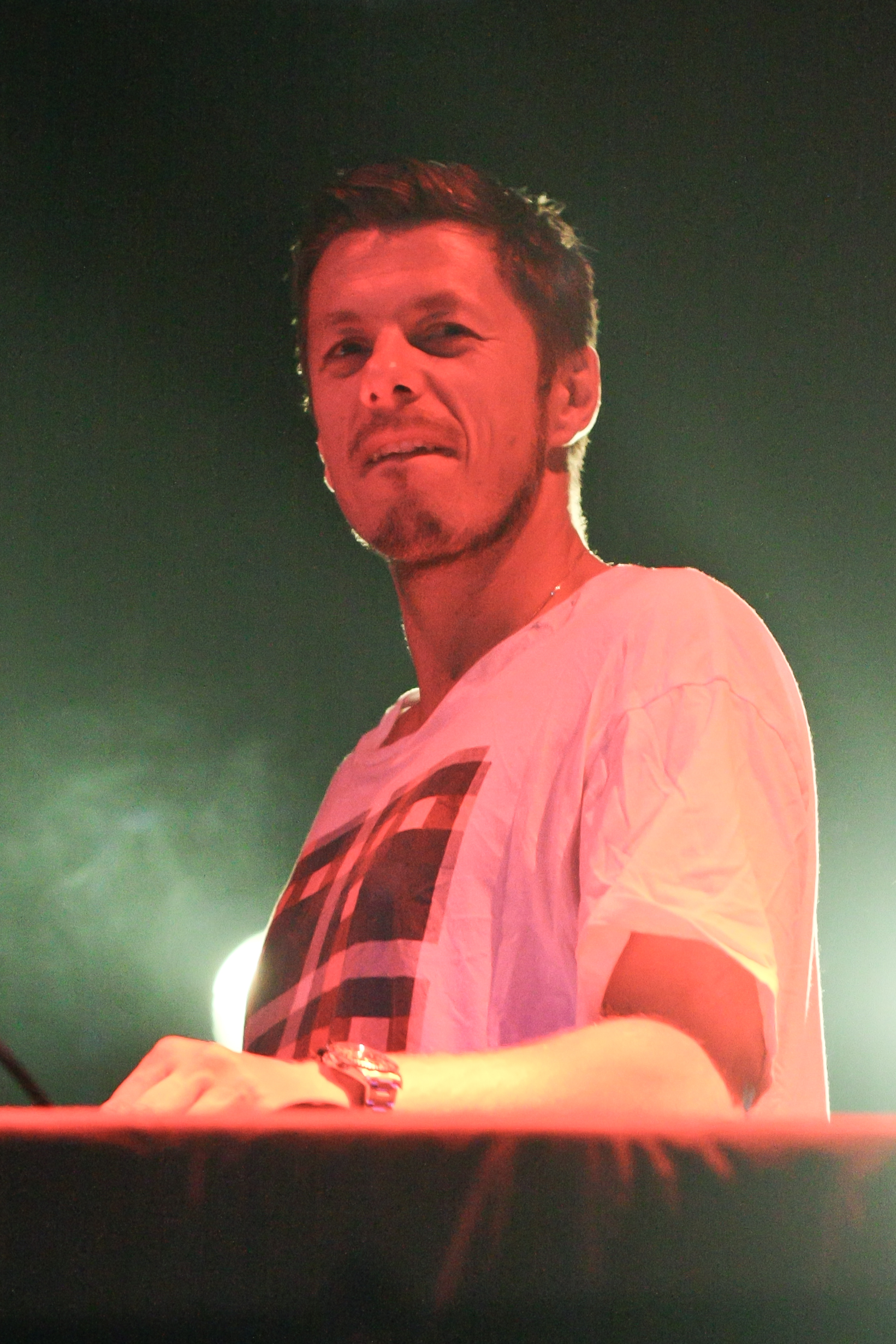
Michael Beck (2010)

Die Fantastischen Vier eller bara Fanta 4 är en tysk rapgrupp från Stuttgart. Gruppen bildades 1989 då Dürr och Beck blev medlemmar i bandet Terminal Team, som Rieke och Schmidt startade 1986. Bandet ändrade namnet till Die Fantastischen Vier och gav ut sitt första album 1991.

## Diskografi

### Album
- 1991 – Jetzt geht’s ab
- 1992 – 4 gewinnt
- 1993 – Die 4. Dimension
- 1994 – Megavier (med Megalomaniax)
- 1995 – Lauschgift
- 1996 – Live und direkt
- 1999 – 4:99
- 2000 – MTV Unplugged
- 2003 – Live in Stuttgart
- 2004 – Viel
- 2005 – Viel Live
- 2005 – Best Of 1990–2005
- 2007 – Fornika
- 2009 – Heimspiel
- 2010 – Für Dich immer noch Fanta Sie
- 2014 – Rekord
- 2018 – Captain Fantastic

### Singlar
- 1991 – "Jetzt gehts ab"
- 1991 – "Hausmeister Thomas D."
- 1991 – "Mikrofonprofessor"
- 1992 – "Die da!?!"
- 1992 – "Frohes Fest"
- 1993 – "Saft"
- 1993 – "Lass die Sonne rein"
- 1993 – "Zu geil für diese Welt"
- 1994 – "Tag am Meer"
- 1995 – "Sie ist weg"
- 1996 – "Populär"
- 1996 – "Nur in deinem Kopf"
- 1996 – "Raus"
- 1997 – "Der Picknicker"
- 1998 – "Original"
- 1999 – "MfG"
- 1999 – "Le Smou"
- 1999 – "Buenos Dias Messias"
- 1999 – "Michi Beck in Hell"
- 2000 – "Tag am Meer Unplugged"
- 2001 – "Sie ist weg Unplugged"
- 2004 – "Troy"
- 2004 – "Sommerregen"
- 2005 – "Geboren"
- 2007 – "Ernten was wir säen"
- 2007 – "Einfach sein"
- 2007 – "Ichisichisichisich"
- 2008 – "Yeah Yeah Yeah"
- 2010 – "Gebt uns ruhig die Schuld (den Rest könnt ihr behalten)"
- 2010 – "Danke"
- 2014 – "25"
- 2014 – "Und los"
- 2018 – "Zusammen"
- 2018 – "Hitisn"